# Telopea oreades
Telopea oreades (лат.) — кустарник или дерево, вид рода Телопея (Telopea) семейства Протейные (Proteaceae), эндемик юго-востока Австралии. Произрастает во влажных склерофитовых лесах и тропических лесах на богатых кислых почвах с высоким содержанием органических веществ. Подвиды не известны, хотя изолированная северная популяция широко гибридизируется с T. mongaensis. Прямостоячий кустарник или дерево с одним стволом высотой до 19 м. Листья тёмно-зелёные длиной 11-28 см и шириной 1,5-6 см с выступающими жилками. Красные соцветия (цветочные головки) появляются в конце весны, каждое из которых состоит из 60 отдельных цветков. В саду T. oreades растёт на почвах с хорошим дренажом и достаточным количеством влаги в частично затенённых или солнечных местах. Было выведено несколько сортов, являющихся гибридными формами с телопеей прекрасной (Telopea speciosissima), например сорт «Shady Lady». Древесина твёрдая, из неё изготавливают мебель и ручки для инструментов.

## Ботаническое описание

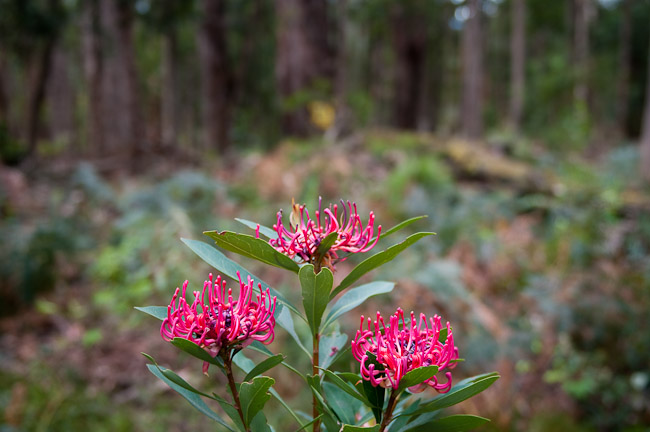
Цветущее растение в Национальном парке Эрринундра

Telopea oreades — крупный кустарник или узкое дерево высотой 9-19 м со стволом, достигающим 45-60 см в диаметре. Ствол серо-коричневый тонкий по отношению к высоте дерева, без припочвенных опор. Поверхность ствола гладкая с горизонтальными чечевичками и бородавчатыми бугорками. Меньшие ветви более коричневые и гладкие. Молодые растения этого вида имеют гораздо более прямостоячий рост, чем другие представители рода телопея, а их стебли имеют отчётливый красноватый оттенок. Блестящие тёмно-зелёные листья расположены попеременно вдоль стеблей. Листья от узко-обратнояйцевидных до лопатообразных, их размеры 11-28 см в длину и 1,5-6 см в ширину. У них есть утопленная средняя жилка на верхней стороне (и соответствующий гребень на нижней стороне) с четырьмя-шестью парами боковых жилок, видимых под углом 45 градусов к средней линии. Они поворачиваются и сходятся, образуя хорошо заметную жилку, которая проходит примерно на 0,5 см внутри края листа. Нижняя поверхность более бледная и серая. После высыхания листья становятся зернистыми.
Цветение происходит между октябрём и декабрём в естественном ареале, при этом растения на больших высотах зацветают позже, чем на более низких. Малиновые цветочные головки около 9 см в диаметре. Они состоят из 36-60 отдельных цветков с зелёными или розовыми прицветниками, которые могут достигать 3 см в длину. Каждый цветок заключен в околоцветник длиной 2,5 см, который имеет гораздо более яркий красный цвет на поверхности, обращённой к центру цветка, чем на поверхности, обращённой наружу. Антезис, или раскрытие цветов, начинается с тех, что находятся в центре цветочной головки, и перемещается к краям или основанию. Отдельный цветок несёт сидячий пыльник, который расположен рядом с рыльцем на конце столбика. Завязь находится у основания столбика на ножке, известной как гинофор, и именно отсюда затем развиваются семенные коробочки. Между тем, нектарник в форме полумесяца находится у основания гинофора.
После цветения развиваются изогнутые кожистые или деревянистые плоды листовки; они имеют длину от 5 до 7,5 см и несколько напоминает лодку по форме. Плоды созревают с мая по сентябрь и раскрываются, высвобождая 10-16 семян. Расположенные в две колонки крылатые плоские коричневые семена имеют длину около 1 см с примерно прямоугольным крылом длиной 3,5-4 см. Новые побеги часто прорастают через цветочные головки.
Трудно отличить T. oreades от T. mongaensis, хотя листья последнего вида имеют более выраженные прожилки и в большинстве случаев (но не всегда) уже, чем 2 см в ширину. Telopea oredes зацветает примерно на месяц раньше, чем T. mongaensis в районах, где присутствуют оба вида.

Telopea oreades
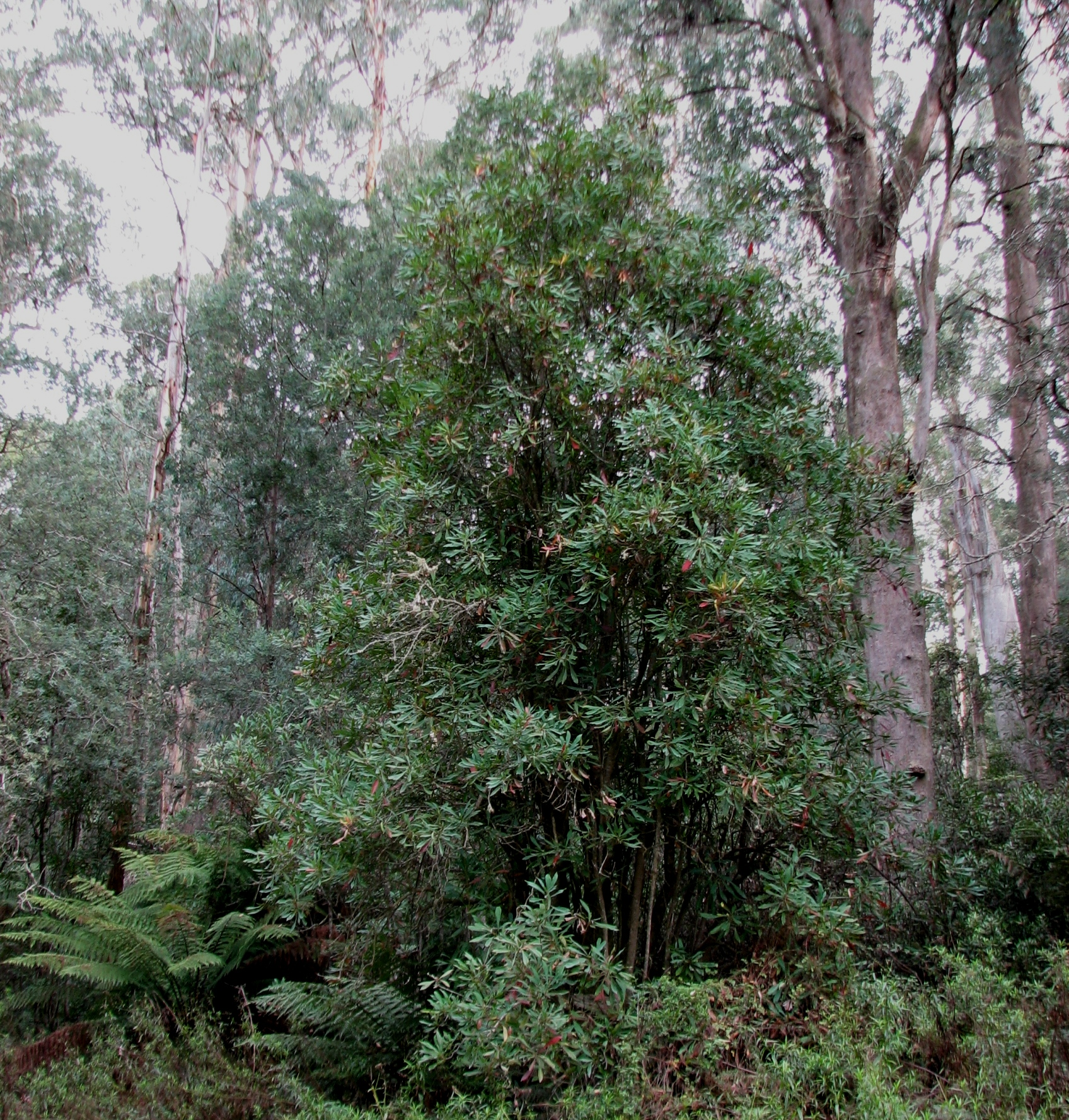
Общий вид
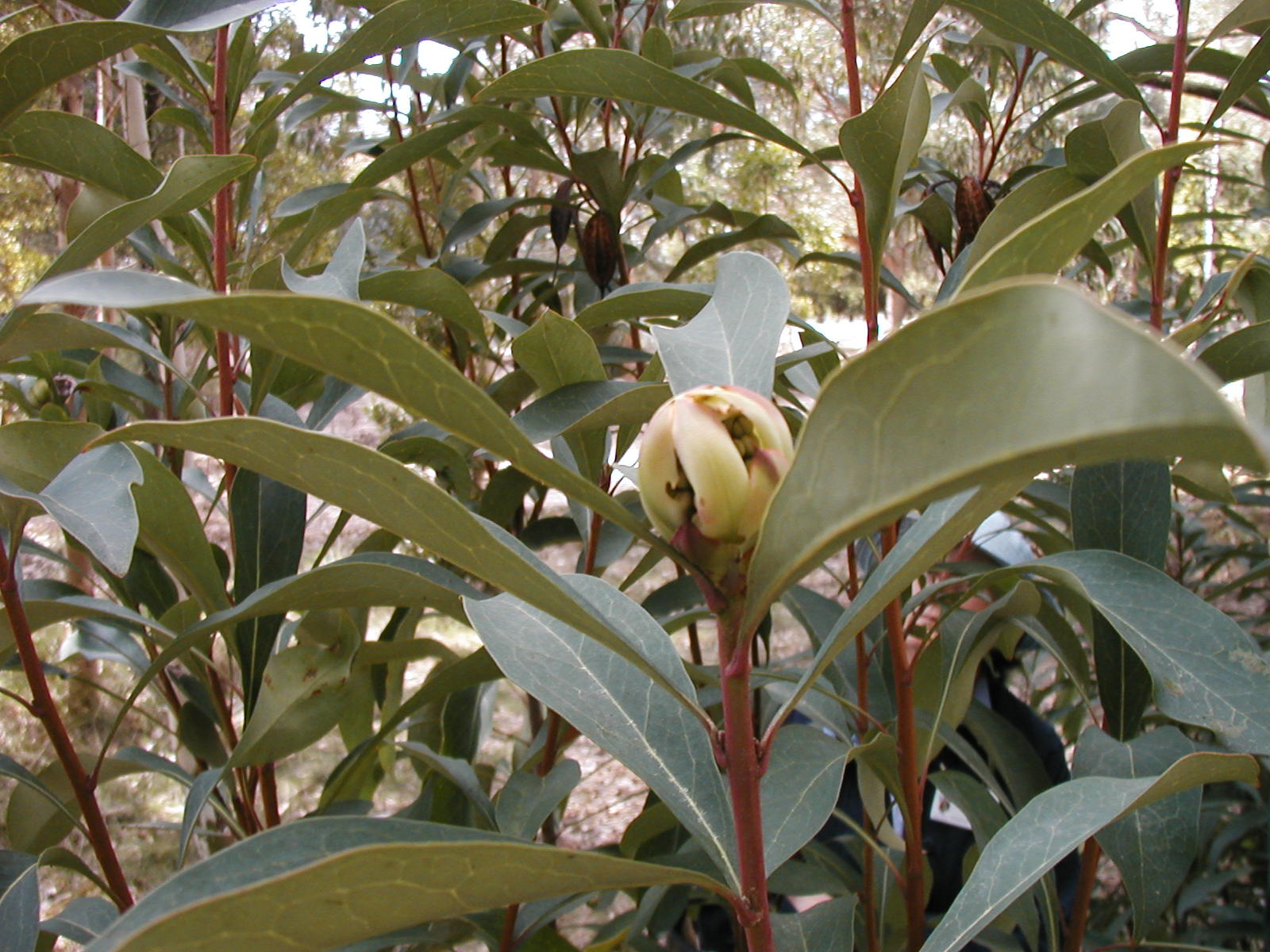
Листья и бутон
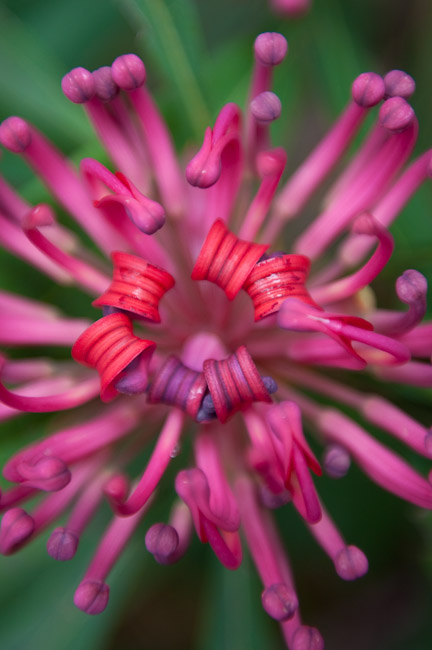
Соцветие
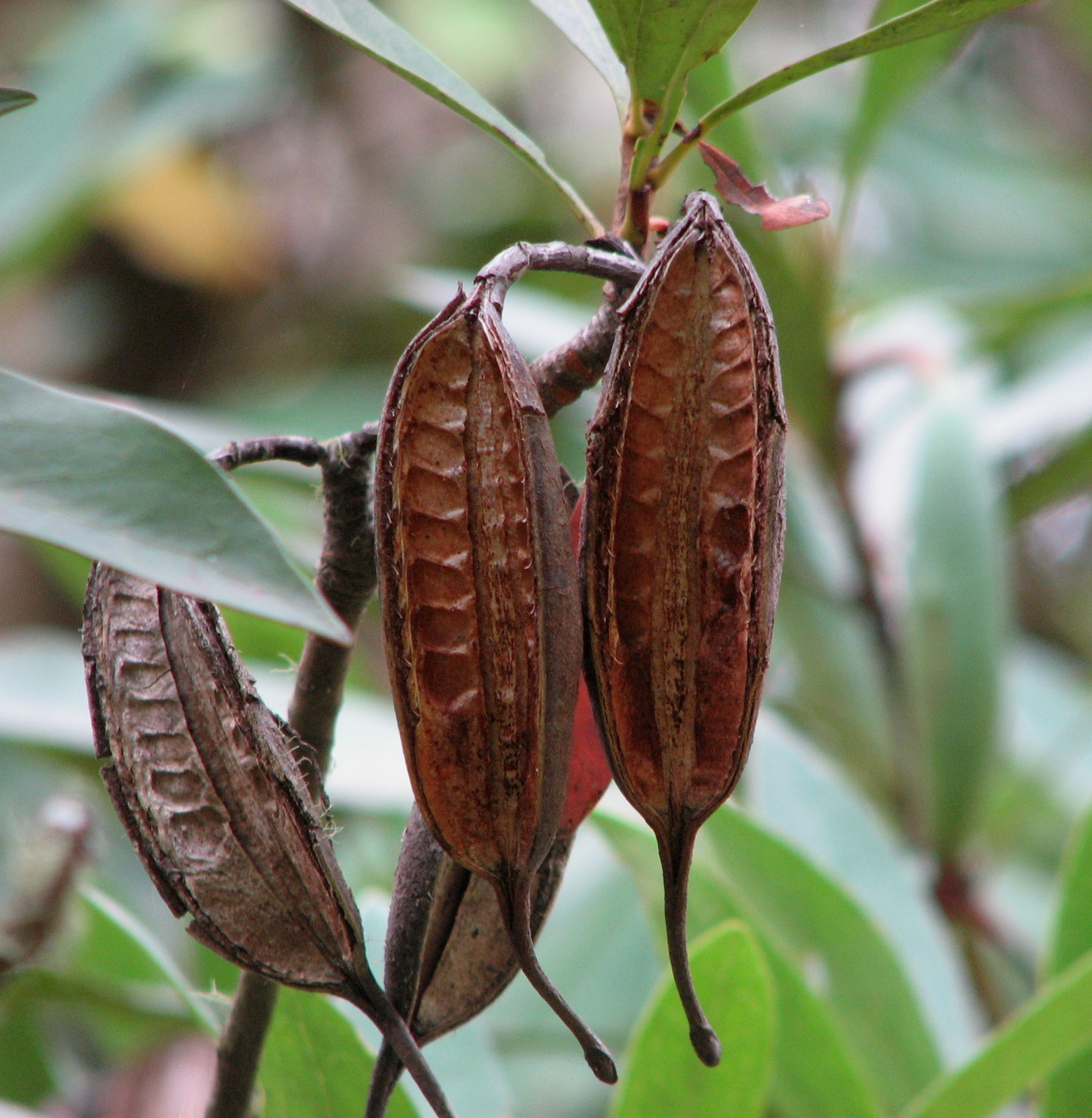
Раскрывшиеся плоды-листовки

## Таксономия
Вид впервые описан викторианским правительственным ботаником Фердинандом фон Мюллером в 1861 году в Fragmenta Phytographiae Australiae. Типовой экземпляр был собран в труднопроходимой горной местности вокруг ручья Нунгатта, притока реки Дженоа на юго-востоке Нового Южного Уэльса. Мюллер исследовал гористую восточную часть штата с 1850-х годов. Видовой эпитет происходит от древнегреческого oreos, что означает «гора» или «относящаяся к горе», однако правильное слово для «горы» в древнегреческом — ὄρος. Единственное альтернативное научное название было предложено в 1891 году, когда Отто Кунце назвал его Hylogyne oreades, но оно было отклонено как незаконное.
Telopea oreades — один из пяти видов из юго-восточной Австралии, которые составляют род телопея. Подвиды не распознаны. Вид трудно отличить от T. mongaensis, но микроскопический анализ показал, что T. oreades имеет склереиды, а T. mongaensis — нет. Эти два вида являются сестринскими, и их следующий ближайший родственник — тасманская вид T. truncata.
Обособленная северная популяция Telopea oreades растёт вместе с T. mongaensis в южной части долины Монга на юге Нового Южного Уэльса, при этом сообщается о некоторых гибридах. Австралийские ботаники Питер Уэстон и Майкл Крисп пришли к выводу, что эти два вида по большей части не скрещивались там. Однако генетическое исследование с использованием микросателлитов показало, что существует обширная гибридизация, причём бо́льшая часть предполагаемых чистых T. oreades демонстрирует тесную связь с T. mongaensis. Популяции телопей, как полагают, росли и сокращались с приливами и отливами ледниковых периодов в плейстоцене, окончательно вытеснив популяцию T. oreades, расположенную рядом с T. mongaensis, поскольку условия, подходящие для телопей, изменились на юго-востоке Австралии. Telopea mongaensis также гибридизировалась с T. speciosissima на северных границах своего ареала в Новом Южном Уэльсе, где она частично пересекается с последним видом.
Род классифицируется в подтрибе Embothriinae Proteaceae, наряду с родом деревьев Alloxylon из восточной Австралии и Новой Каледонии, а также Oreocallis и чилийским деревом Embothrium coccineum из Южной Америки. Почти все эти виды имеют красные конечные цветки, и, следовательно, происхождение и внешний вид подтрибы должны предшествовать разделению Гондваны на Австралию, Антарктиду и Южную Америку более 60 млн лет назад.

## Распространение и местообитание
Эндемик юго-восточной Австралии. Встречается во влажных лесах и тропических лесах с умеренным климатом на прибрежных хребтах и на откосах плато в двух разделённых районах на юго-востоке Австралии. Первая популяция сосредоточена в Восточном Гиппсленде в Виктории, от Орбоста до окрестностей Эдена через границу на далёком юго-востоке Нового Южного Уэльса. Более северная популяция произрастает вокруг долины Монга недалеко от Брейдвуда в Новом Южном Уэльсе и простирается до Мосс-Вейл. Имеются неподтвержденные сообщения о существовании этого вида в окрестностях Браун-Маунтин и государственного леса Гленбог на юге Нового Южного Уэльса, которые лежат между этими двумя районами. Растения в Виктории встречаются на высоте от 200 м в национальном парке Линд до 1300 м на горе Эллери. Влажные восточные и южные склоны — излюбленные места обитания, где годовое количество осадков колеблется от 1 000 до 2 000 мм.
T. oreades растёт в кислой почве с высоким содержанием питательных и органических веществ. Связанные виды деревьев в Виктории включают Eucalyptus nitens, Eucalyptus obliqua, Eucalyptus cypellocarpa, Eucalyptus fastigata, Eucalyptus sieberi, Atherosperma moschatum, Elaeocarpus holopetalus, Bedfordia arborescens, Acacia melanoxylon, Notelaea ligustrina, Pitrincolum, сосна Podocarpus sp. Goonmirk Rocks, перец Tasmannia xerophila подвид robusta и древесный папоротник Dicksonia antarctica.

## Биология
Высокая крона и яркая окраска Telopea mongaensis и её родственников в подтрибе Embothriinae как в Австралии, так и в Южной Америке убедительно свидетельствуют о том, что они приспособлены к опылению птицами и существуют уже более 60 млн лет. Птицы, посещающие цветы ради цветочного нектара, включают Anthochaera carunculata, восточный шилоклювый медосос (Acanthorhynchus tenuirostris), золотокрылая медовка (Phylidonyris pyrrhopterus), Lichenostomus chrysops, Melianostomus chrysops, Melidonyris chrysops, Melithreptus lunatus и Zosterops lateralis.
T. oreades имеет центральный стержневой корень и несколько боковых корней. Как и у большинства Proteaceae, у него есть мощные кластерные корни, которые вырастают из более крупных корней. Эти корни с плотными скоплениями коротких боковых корешков образуют мат в почве прямо под слоем опавших листьев. Они особенно эффективны при поглощении питательных веществ из бедных питательными веществами почв, включая бедные фосфором естественные почвы Австралии.
T. oreades имеет уто́лщенную древесную основу, которая находится главным образом под почвой, известная как лигнотубер, который накапливает энергию и питательные вещества в качестве ресурса для быстрого роста после лесных пожаров. Влажные леса, в которых вид растёт, редко загораются. Однако, когда служается пожар, растительное сообщество становится более открытым склерофитовым лесом, пока медленнорастущие растения с более крупными листьями не закроют полог. Новые побеги растут из лигнотубера, который переживает лесные пожары, поскольку остальная часть растения над землей погибает. Семена также прорастают и растут в почве после лесных пожаров, которая содержит больше питательных веществ и более открытая, с меньшим количеством конкурирующих растений. Семена телопеи часто поедаются и уничтожаются животными и они разлетаются недалеко (несколько метров) от родительских растений.

## Культивирование и использование
Для выращивания этого растения требуется хорошо дренированное место, а также влажность. Полезна почва с небольшим содержанием глины. Он более теневынослив, чем более популярная телопея прекрасная (Telopea speciosissima), предпочитая полутень, но терпимо относясь к солнечным местам. Хорошо переносит умеренные морозы. Растение можно сильно обрезать — обрезка старых стеблей и ветвей может омолодить зрелые растения. Растения могут извлечь пользу из удобрений с низким содержанием фосфора, вносимых весной и осенью. Размножение осуществляется семенами, всхожесть которых значительно падает после хранения в течение нескольких месяцев без охлаждения, или только что закалёнными черенками новых побегов. Культурные сорта следует размножать черенкованием, чтобы дочерние растения были идентичны родительским.

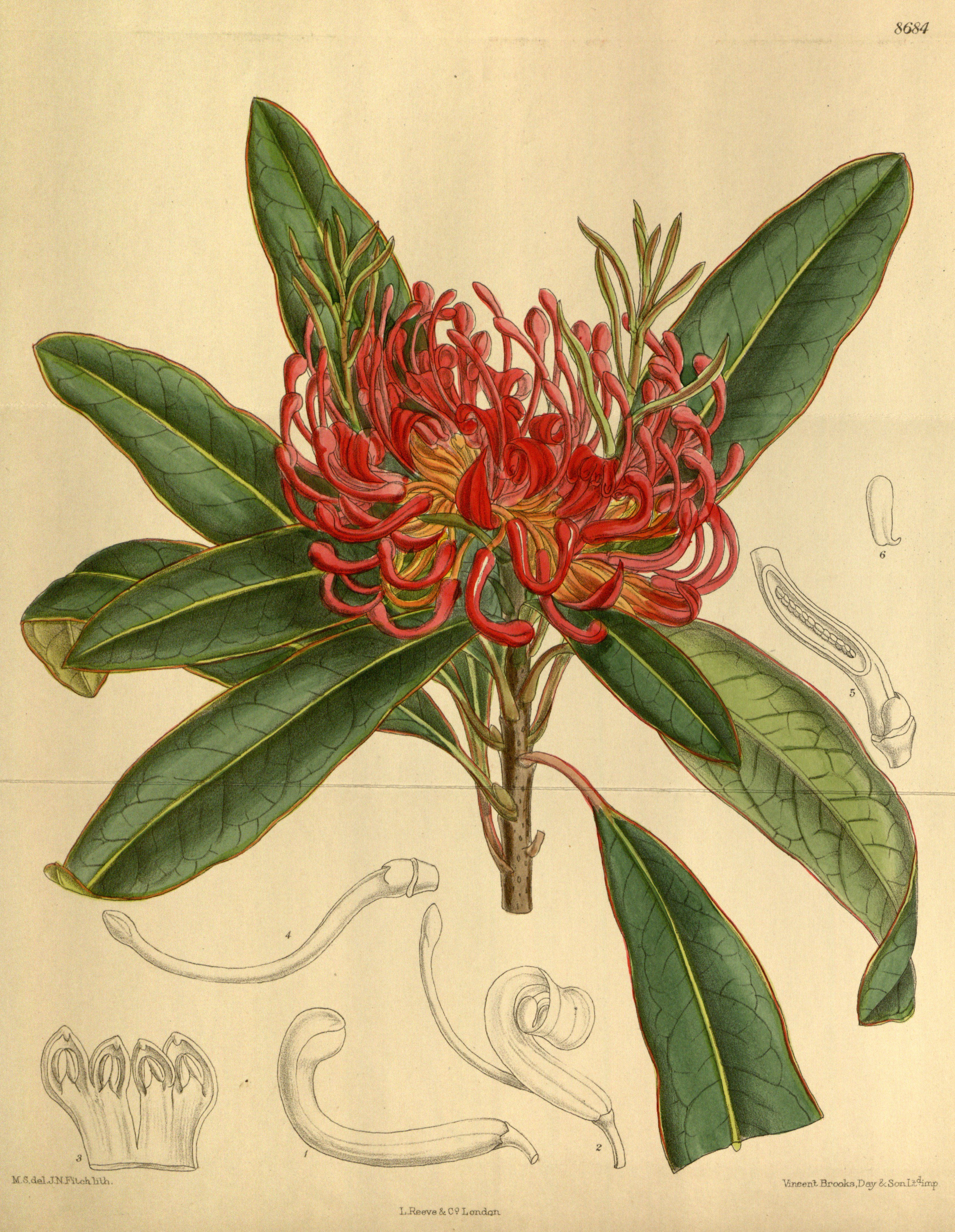
T. oreades. Иллюстрация в журнале Curtis’s Botanical Magazine (1916)

T. oreades успешно выращивается в Англии. Впервые растение было выращено там каноником Артуром Таунсендом Боскавеном в Ладжане в Корнуолле из семян, полученных им в 1910 году. Ему удалось привести растение в цветение к 1915 году, предоставив материал для иллюстрации в журнале Curtis’s Botanical Magazine в 1916 году. В конце 1980-х одно растение в Корнуолле достигало 4,6 м в высоту, а другое в Уэйкхерст-плейс — 2,5 м. Хотя этот вид процветает в Уэйкхерсте, он может быть очень чувствителен к английским почвам. В 1916 году растение было удостоено награды Королевского садоводческого общества.
Отобранная форма с белыми цветками с плато Эрринундра, которая первоначально была известна как «Plateau View Alba» или «Plateau View White», была зарегистрирована Австралийским органом регистрации культур в 1990 году как «Errindundra White». Садоводы также вывели несколько гибридов с T. speciosissima, стремясь объединить выносливость T. oreades с более яркими цветочными головками последнего. Выведены сорта с красными, розовыми и даже белыми цветками.
Известны несколько сортов этой телопеи:
- Телопея «Champagne» — сорт, зарегистрированный в 2006 году[34]. Его кремово-жёлтые цветочные головки появляются с октября по декабрь[30]. Это трёхкомпонентный гибрид T. speciosissima, T. oreades и жёлтоцветковой формы T. truncata.
- Телопея «Golden Globe» — сорт, зарегистрированный в 2005 году[35]. Более крупный, чем «Champagne», он также представляет собой трёхкомпонентный гибрид T. speciosissima, T. oreades и жёлтоцветковой формы T. truncata. Его разводили и продавали под названием «Shady Lady Yellow». Первоначально он был выведен в хребтах Данденонг к востоку от Мельбурна[30].
- Телопея «Shady Lady Red» — это более крупный кустарник, который может достигать 5 м в высоту и 2 или 3 м в ширину. Гибрид T. speciosissima и T. oreades, случайно выросший в саду Мельбурна[36]. Первый из сортов серии «Shady Lady», он стал коммерчески доступным в середине 1980-х годов[37]. Цветочные головки меньше по размеру и лишены прицветников родительского вида speciosissima. Как следует из названия, он более теневынослив[36]. Сорт сильнорослый и более надёжный в регионах с умеренным и субтропическим климатом, растёт в полутени или на солнце[30].
- Телопея «Shady Lady White» — гибрид T. speciosissima и T. oreades с белыми цветками.
- Телопея «Shady Lady Pink» — результат помеси «Shady Lady Red» и «Shady Lady White»[37].
- Телопея «Shady Lady Crimson» — это выбранная цветовая форма, разработанная на основе «Shady Lady Red»[37]. Он стал коммерчески доступным в Австралии в 2010 году[38].

Древесина довольно твёрдая и напоминает гревиллею крупную (Grevillea robusta). Она прочная, её можно легко полировать и обрабатывать, что делает эту древесину пригодным для использования в мебели, рамах для картин и ручках для инструментов.

## Охранный статус
Вид не рассматривается как редкие или находящиеся под угрозой исчезновения в Виктории или Новом Южном Уэльсе. Вид действительно встречается в находящихся под угрозой исчезновения сообществах прохладных умеренных тропических лесов в Виктории, которые находятся под защитой Закона о гарантиях флоры и фауны, и является компонентом находящихся под угрозой исчезновения влажных склерофитовых лесов южных откосов на далёком юге Нового Южного Уэльса. Кроме того, посаженные экземпляры часто крадут с участков возобновления кустарников, поскольку они являются желанными садовыми растениями. Напротив, в Новой Зеландии есть сообщение о инвазии T. oreades в заросли Kunzea ericoides из садов рыбоводных форелевых заводов на реке Тонгариро к югу от озера Таупо.
Международный союз охраны природы классифицирует природоохранный статус вида как «вызывающий наименьшие опасения».